# Леквио-Беррия
Леквио-Беррия (итал. Lequio Berria) — коммуна в Италии, располагается в регионе Пьемонт, в провинции Кунео.
Население составляет 510 человек (2008 г.), плотность населения составляет 46 чел./км². Занимает площадь 11 км². Почтовый индекс — 12050. Телефонный код — 0173.
Покровителем коммуны почитается священномученик Лаврентий, диакон, празднование 10 августа.

## Демография
Динамика населения:

## Администрация коммуны
- Официальный сайт: http://www.comune.lequioberria.cn.it/